# Beau (Né)
Der Beau ist ein Fluss in Frankreich, der im Département Charente in der Region Nouvelle-Aquitaine verläuft. Er  entspringt im Gemeindegebiet von Chillac, entwässert generell Richtung Nord bis Nordwest und mündet nach rund 22 Kilometern an der Gemeindegrenze von Saint-Médard und Barbezieux-Saint-Hilaire als linker Nebenfluss in den Né.

## Orte am Fluss
(in Fließreihenfolge)
- Berneuil
- Saint-Bonnet
- Saint-Médard